# Cristalleries du Val-Saint-Lambert

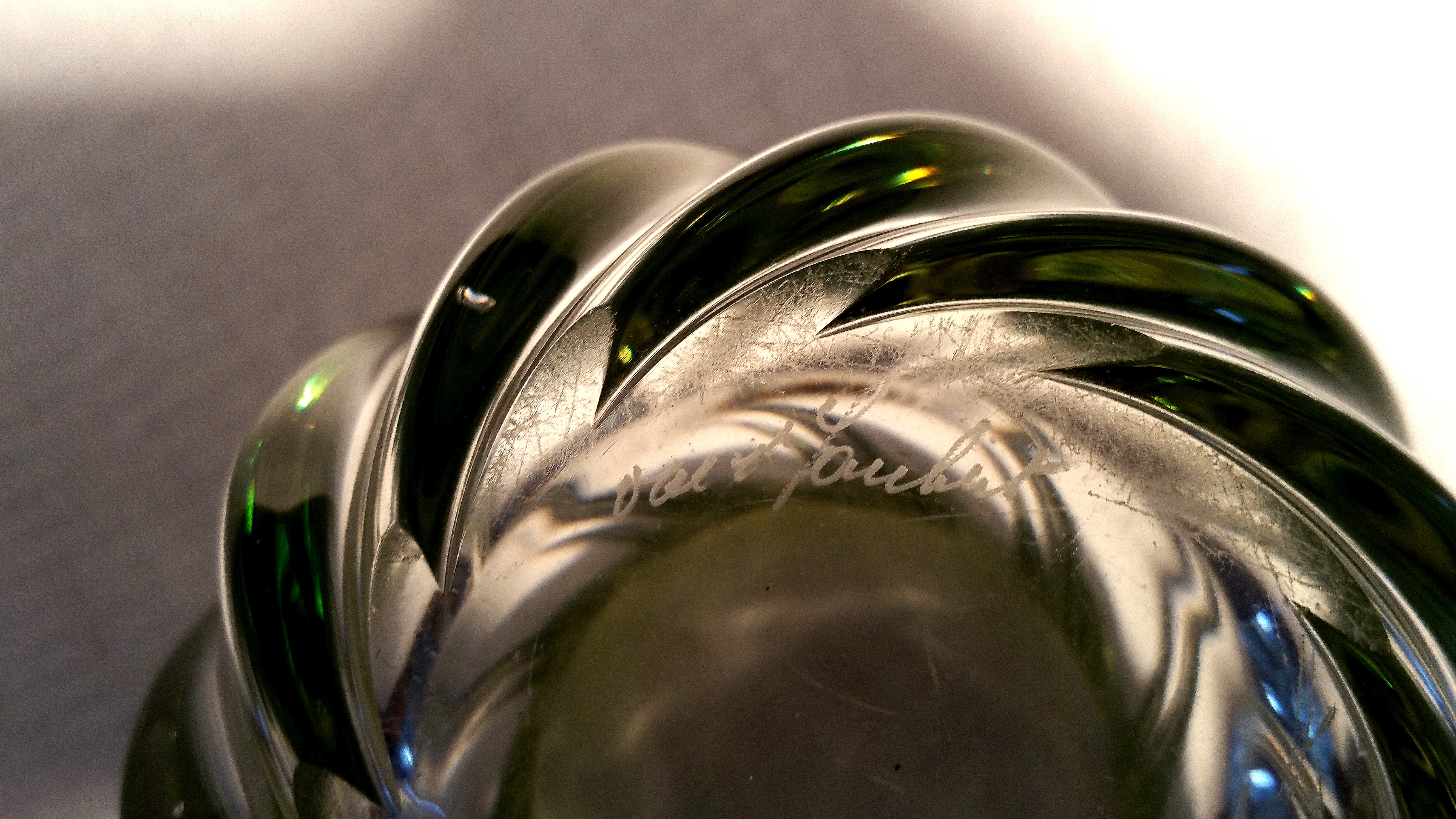
Signatur der Cristalleries du Val-Saint-Lambert, 1950er Jahre

Die Cristalleries du Val-Saint-Lambert sind eine Glashütte im ehemaligen Kloster Val-St-Lambert in Seraing, Belgien.

## Geschichte

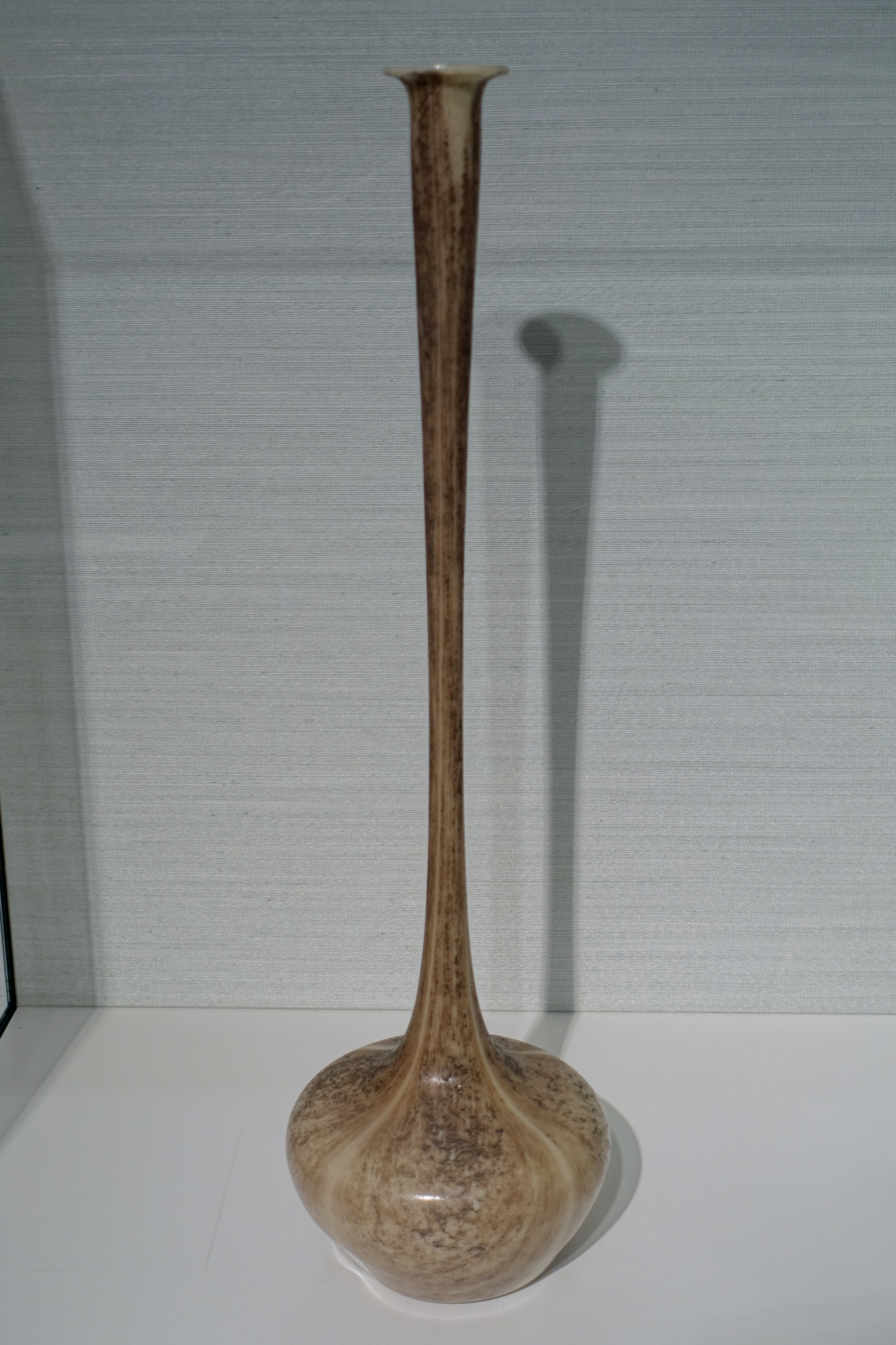
Vase aus der Zeit zwischen 1909 und 1914, Hessisches Landesmuseum Darmstadt
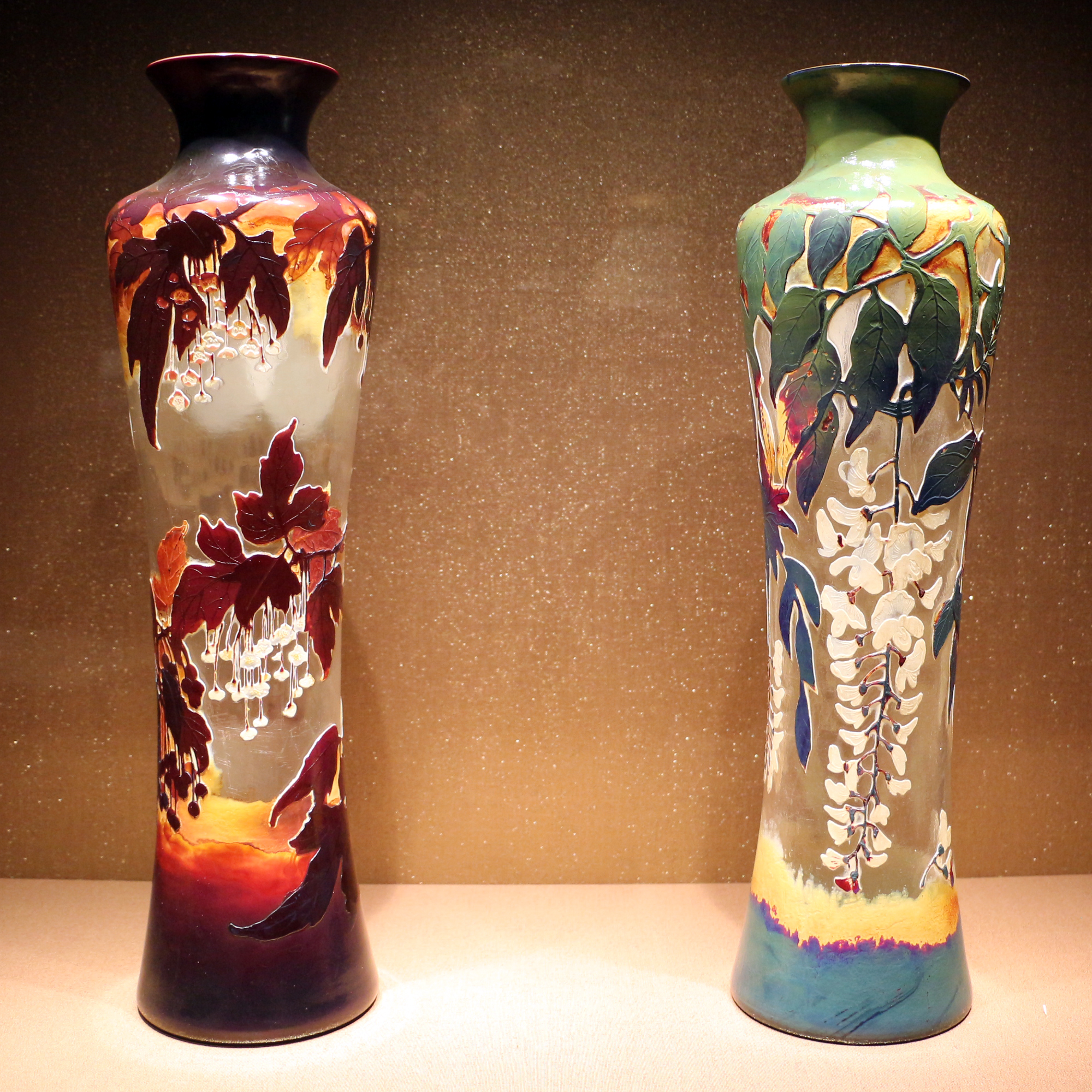
Vase nach dem Design von Henri und Désiré Muller 1906, Fin-de-Siècle Museum, Brüssel
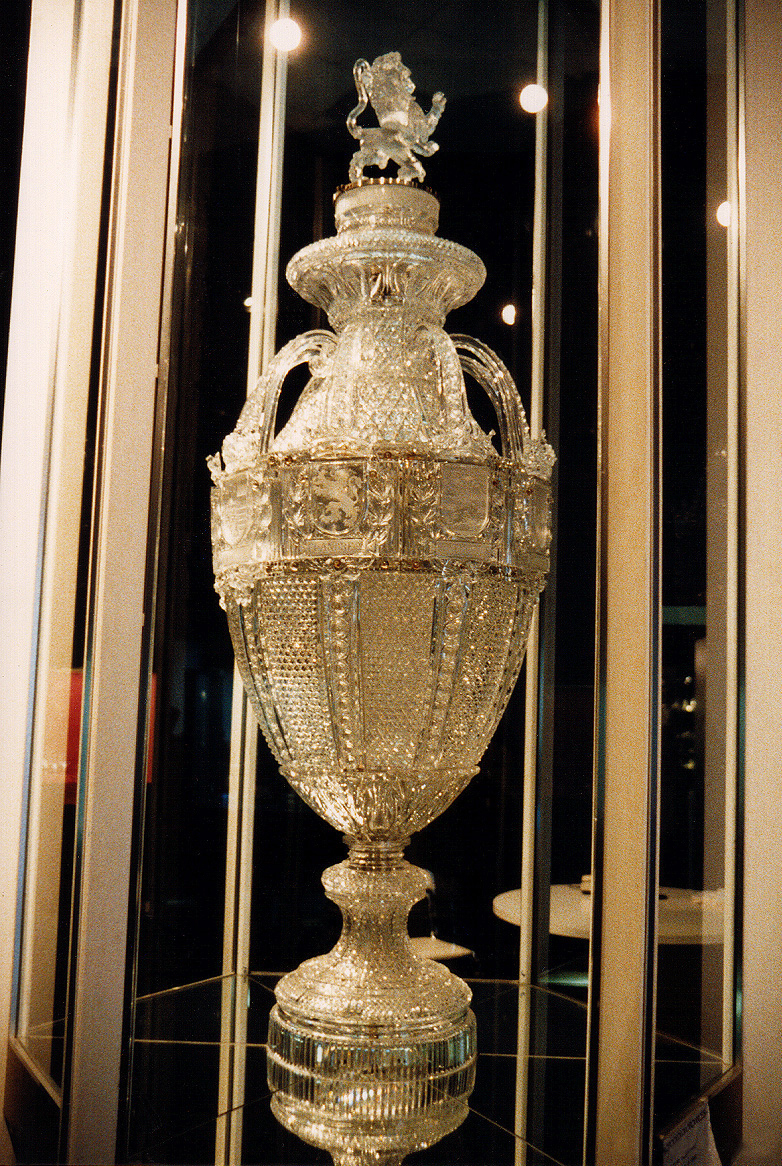
La coupe des neuf Provinces, monumentale Vase aus geschliffenem Glas von 1894, Musée Cristal Discovery, Seraing
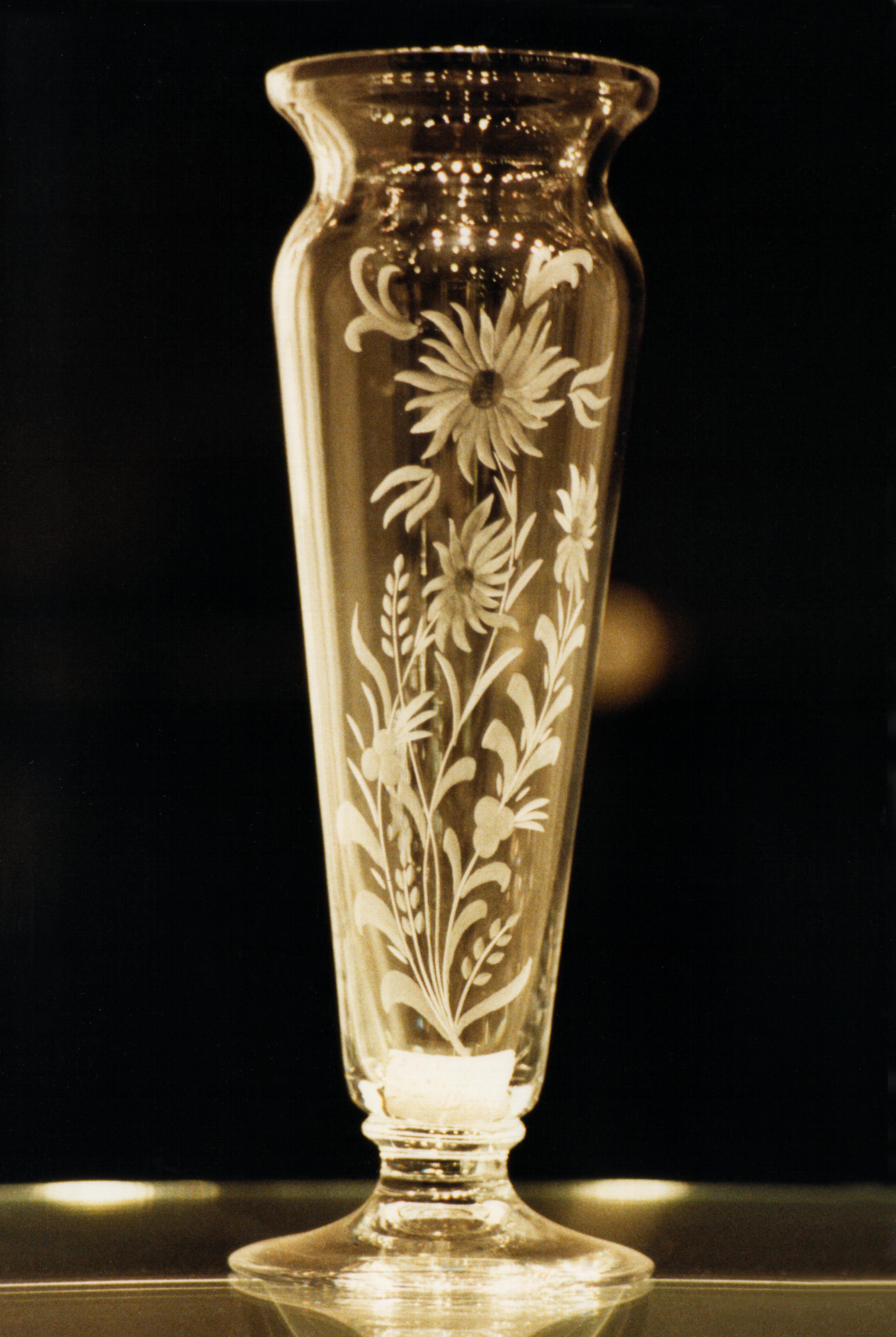
Kristallvase mit graviertem Jugendstil-Design, Anfang des 20. Jahrhunderts, Seraing
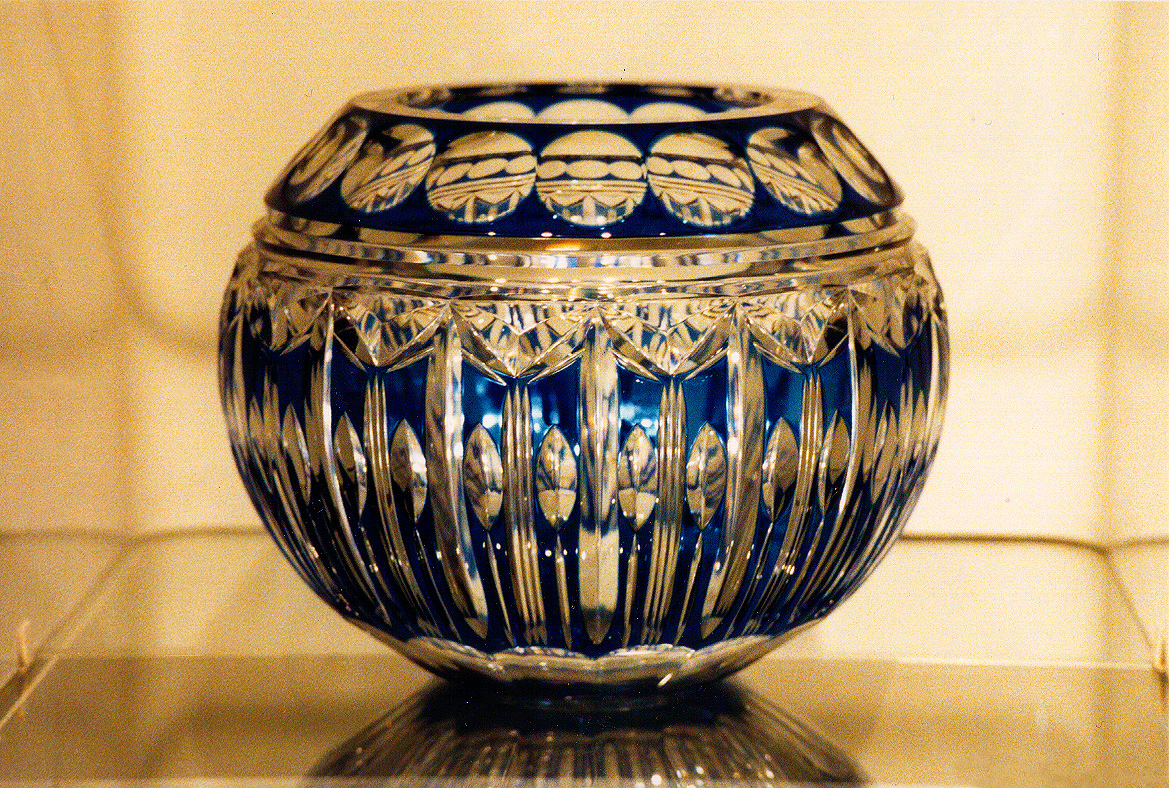
Kristallvase im Stil des Art déco, Seraing

Der Chemiker François Kemlin (1784–1855) und der Polytechniker Auguste Lelièvre (1796–1879) gründeten 1825 zusammen mit einer Gruppe Finanziers die Glasmanufaktur Cristalleries du Val-Saint-Lambert in einer restaurierten Zisterzienserabtei aus dem 13. Jahrhundert in Seraing, gelegen an der Maas südlich von Lüttich. Die Manufaktur nahm 1826 ihren Betrieb auf. Die Herstellung aller Arten von Glas im großen Stil wurde durch die Nähe zur Maas, die umliegende an Kohle reiche Region, ein Schienennetz und die großen Klosteranlagen begünstigt. Ende des 19. Jahrhunderts wuchs das Areal um die ehemalige Abtei zu einem Dorf mit mehr als 180 Arbeiterwohnungen, kleinen Gärten, einer Schule, einem Geschäft und einem Krankenhaus. In der Kristallhütte produzierten rund 5000 Arbeiter täglich etwa 120.000 Glasarbeiten.
Der Erste Weltkrieg unterbrach die Expansion abrupt, da mehrere Schlüsselmärkte wie der Balkan sowie das russische und das deutsche Kaiserreich wegbrachen. 1918 wurden die Werke wieder eröffnet, bereits 1920 erreichten die Glaswerke 90 Prozent der Vorkriegsproduktion. 1926 betrieb Val-Saint-Lambert vier Fabriken mit insgesamt 14 Glasöfen, jeder mit 16 Schmelztiegeln. 4000 Arbeiter stellten 140.000 Stücke am Tag her. Für 840 Arbeiter aus 228 Haushalten stellte die Firma 225 Häuser zur Unterkunft bereit. 150 dieser Arbeiter waren zwischen 14 und 18 Jahren alt. Bei den Feierlichkeiten zum hundertjährigen Bestehen der Glaswerke im gleichen Jahr verlieh der spätere belgische König Leopold III. Auszeichnungen an etwa 1400 der Arbeiter, die mindestens 25 Jahre in Diensten der Firma gestanden hatten.
Die Weltwirtschaftskrise ab 1929 und die Bombardierung im Zweiten Weltkrieg trafen die Kristallwerke schwer. Der Niedergang hielt bis in die 1960er und 1970er Jahre an, bis die Einführung der Diamant-Trennscheibe zum einfacheren Schneiden und Gravieren und der Austausch des traditionellen Hafenofens durch einen Wannenofen, in dem feste Rohstoffe zu flüssigem Glas geschmolzen werden konnten, die Situation verbesserten.
Ab den 1970er Jahren wechselten mehrfach die Inhaber, die das Unternehmen jeweils nach ihren Vorstellungen umstrukturierten. Heute werden die Kristallwerke Val-Saint-Lambert von der Familie Onclin betrieben. In dem ehemals zur Abtei gehörenden Sommerschloss der Fürstbischöfe von Lüttich ist heute das Musée Cristal Discovery untergebracht, in dem 250 Kristallglasarbeiten zu sehen sind, die in Val-Saint-Lambert hergestellt wurden.

## Designer und Ausstellungen
Zum Ende des 19. Jahrhunderts und besonders ab 1900 wurden zahlreiche Arbeiten aus Bleikristall im Jugendstil ausgeführt, ab etwa 1920 änderte sich der Stil in die Richtung des Art déco. Formgestalter wie Léon Ledru (1855–1926, Leitender Designer von 1886 bis 1926), Victor Horta, Henry van de Velde, Joseph Simon (1874–1960, Leitender Designer ab 1926), Charles Graffart (1893–1967, Eintritt 1906, Leitender Designer ab 1929), sowie die Gebrüder Désiré (1877–1952) und Henri Muller (Frères Muller, beide waren im Jahr 1906 für die Glaswerke tätig) entwarfen die Glasstücke, die in der Hütte handwerklich umgesetzt wurden.
Arbeiten von Ledru, Simon und Graffart wurden 1925 auf der Pariser Exposition internationale des Arts Décoratifs et industriels modernes gezeigt. Die Cristallerie hatte sich bereits seit 1919 hierauf vorbereitet und zeigte 60 Exponate. Die von René Lalique geleitete internationale Jury beschloss einstimmig die gezeigten Glaswaren mit dem Grand Prix auszuzeichnen. Viele der Stücke wurden im selben Jahr auch auf der Foire Commerciale in Brüssel ausgestellt.